# Kashihara
Kashihara (橿原市, Kashihara-shi) est une ville de la préfecture de Nara sur l'île de Honshū au Japon. Elle est la deuxième plus grande ville de la préfecture.

## Géographie

### Situation
Kashihara est située dans le Nord-Ouest de la préfecture de Nara, au Japon.

### Démographie
Au 1er octobre 2022, la population de Kashihara était de 120 165 habitants, répartis sur une superficie de 39,56 km2.

## Histoire
Kashihara est considérée comme abritant le site exact où l'empereur Jinmu aurait placé sa capitale après avoir fondé le Japon en 660 av. J.-C..
De 694 à 710, Fujiwara-kyō est la capitale impériale du Japon avant que cette dernière ne soit transférée à Nara.
La ville moderne de Kashihara a été fondée le 11 février 1956. Le maire Yutaka Morishita a été élu en 2007 en succédant à Yutaka Asoda.
Le 8 juillet 2022, Shinzō Abe, ancien premier ministre japonais meurt dans un hôpital de la ville peu de temps après l'attentat contre sa personne.

## Patrimoine culturel
- Ruines de Fujiwara-kyō
- Yamato Sanzan
- Imai-chō, quartier préservé avec des bâtiments datant de l'époque d'Edo
- Kashihara-jingū, dédié au culte de l'empereur Jinmu

## Transports
La ville est desservie par les lignes Osaka, Kashihara, Minami Osaka et Yoshino de la compagnie Kintetsu et la ligne Sakurai de la JR West. Les gares de Yamato-Yagi et Kashiharajingu-mae sont les principales gares de la ville.